# Ferrier-Reaktion
Die Ferrier-Reaktion ist eine Namensreaktion der organischen Chemie. 1914 berichtete der deutsche Chemie-Nobelpreisträger Emil Fischer (1852–1919) erstmals von dieser Reaktion. Die Umlagerung findet in Gegenwart einer Lewis-Säure an ungesättigten Verbindungen statt. Bei dieser Umlagerungsreaktion wird häufig auch vom Typ I der Ferrier-Umlagerung gesprochen.

## Übersichtsreaktion
Die synthetische Nützlichkeit der Ferrier-Reaktion erkannte Robert J. Ferrier in den frühen 1960ern, in dem er erfolgreich Sauerstoff-, Schwefel- und Stickstoff-gebundene ungesättigte Glycosyl-Verbindungen aus 1,2-Glycal und Nukleophilen in Gegenwart einer Lewis-Säure synthetisierte. Die besonderen Merkmale dieser Reaktion sind:
- gute Abgangsgruppen an den Ausgangsverbindungen, die sich auch ohne die Verwendung von Lewis-Säuren unter Bedingungen einer Mitsunobu-Reaktion aktivieren lassen (z. B. Tosylate)[5]
- die Verwendung von üblichen Lewis-Säuren (z. B. FeCl3)[6]
- die Stereochemie des Produktes am anomeren Zentrum hängt mit der Stereochemie des Eduktes zusammen, wobei das α-Anomer normalerweise dominiert[1]

## Reaktionsmechanismus
Im ersten Schritt des vorgeschlagenen Reaktionsmechanismus des Typ I der Ferrier-Reaktion verlässt die Abgangsgruppe das 1,2-Glycal unter Verwendung einer Lewis-Säure. Das entstandene mesomeriestabilisierte Zwischenprodukt wird anschließend von dem Nukleophil angegriffen und die entsprechende 2,3-ungesättigte Glycosylverbindung entsteht.

## Anwendung
Der Typ I der Ferrier-Reaktion wurde im Labor von H.M.I. Osborn verwendet, um ungesättigte β-C-Disaccharide zu bilden. Auch D.R. Williams und seine Mitarbeiter bedienten sich der Umlagerung, um (+)-4,5-Deoxyneodolabellin zu synthetisieren.